# Erotomanie (Liebeswahn)

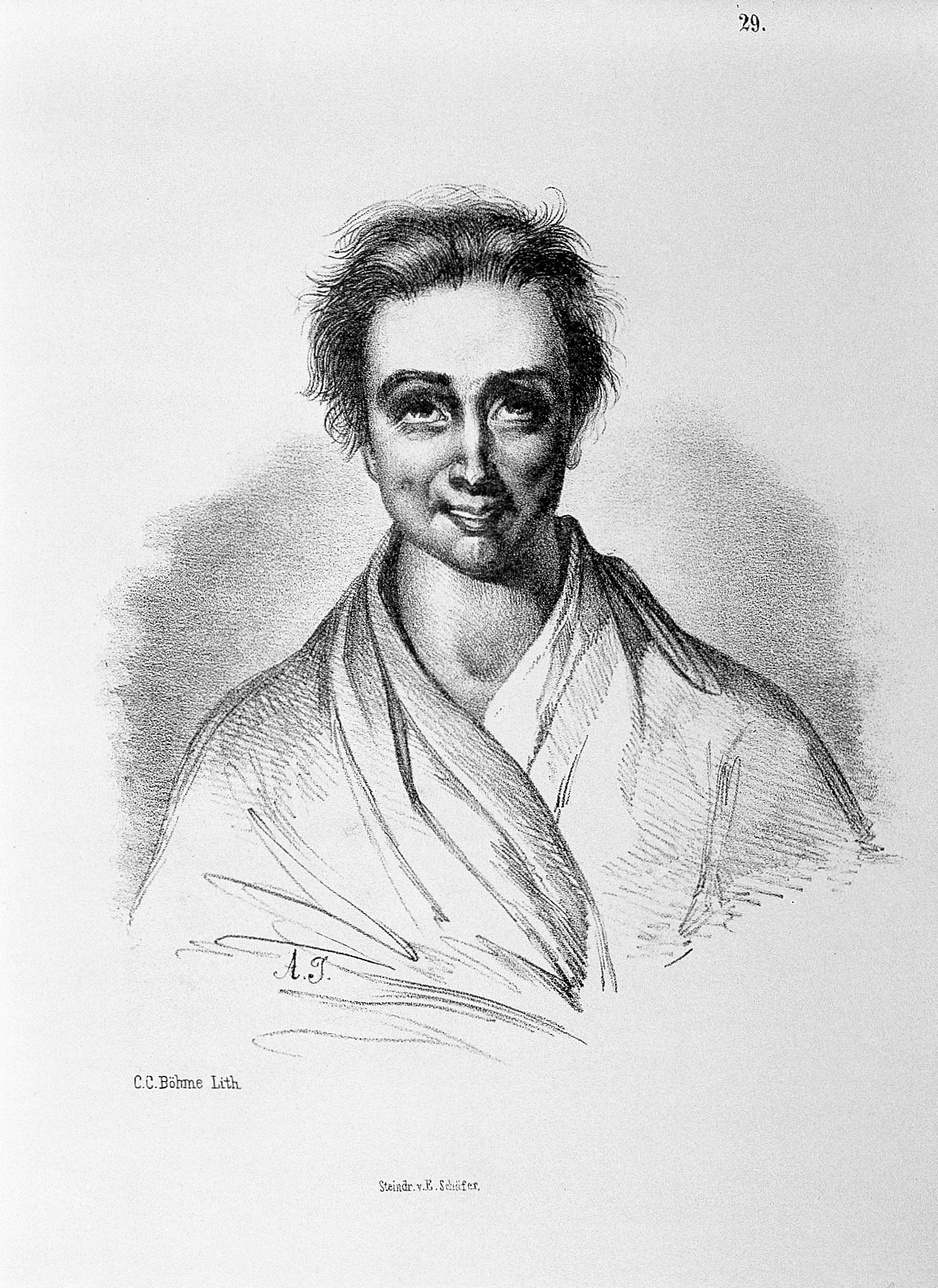
Porträt einer zweiundzwanzigjährigen Erotomanin (1843)

Unter Erotomanie oder Liebeswahn versteht man die wahnhafte Überzeugung, von einem meist unerreichbaren Menschen geliebt zu werden (z. B. einer fremden, einer hochgestellten oder sehr berühmten Person). Dieser Liebeswahn ist subjektiv unerschütterlich und kann weder durch Argumente noch durch Beweise widerlegt werden. Dieses Phänomen wird nach dem französischen Gefängnispsychiater und Fotografen Gaëtan Gatian de Clérambault (1872–1934) auch als Clérambault-Syndrom bezeichnet.
Der Erotomane ist fest davon überzeugt, dass die geliebte Person ihre Liebe zu ihm verheimlicht, aber durch geheime Signale dennoch kundtut. Erotomanie darf nicht verwechselt werden mit obsessiver Liebe, einseitiger und unerwiderter Liebe oder Hypersexualität. Eine isolierte Erotomanie ist selten, meist kommt sie als Begleiterscheinung anderer psychischer Störungen vor.

## Symptome
Eine durch nichts zu erschütternde Überzeugung, die Liebe werde erwidert, wird durch fehlgedeutete Verhalten und andere Signale des Gegenübers genährt. Ablehnung und Abgrenzungsversuche des Gegenübers werden beispielsweise als Koketterie oder als Versuch gedeutet, der sexuellen oder anderweitigen Anziehung des Erotomanen zu entkommen. Oft versucht dieser, in Kontakt mit dem Objekt seiner Begierde zu treten, bis hin zum Stalking.

## Geschichte
Clérambault veröffentlichte 1921 eine umfassende Beschreibung der Störung als „Les psychoses passionnelles“.

## Künstlerische Verarbeitung

### Filme
- Sadistico (Play Misty For Me), USA 1971, von und mit Clint Eastwood
- Die Geschichte der Adèle H., Frankreich 1975, mit Isabelle Adjani
- Eine verhängnisvolle Affäre (Fatal Attraction), USA 1987, mit Glenn Close und Michael Douglas
- Misery, USA 1990, mit James Caan und Kathy Bates
- Wahnsinnig verliebt (A la folie… pas du tout), Frankreich 2002, mit Audrey Tautou
- Enduring Love, Vereinigtes Königreich 2004, mit Daniel Craig
- Anna M., Frankreich 2007, mit Isabelle Carré
- Obsessed, USA 2009, mit Idris Elba, Beyoncé und Ali Larter
- Die Todesdroge, Krimi-Serie Lewis – Der Oxford Krimi, (Staffel 5, Folge 3, 2013)
- You – Du wirst mich lieben (Season 4), USA 2021, von und mit Penn Badgley

### Musik
- Dream Theater: A Mind Beside Itself Part I: Erotomania aus „Awake“, EastWestRecords, 1994

### Bücher
- Ferdinand von Saar: Leutnant Burda, Novelle erschienen 1887. In der Novelle verliebt sich Leutnant Josef Burda in die Prinzessin von L. Aus der Perspektive eines Ich-Erzählers werden Burdas wahnhafte Interpretationen verschiedenster Ereignisse beschrieben, in denen er obsessiv glaubt, Prinzessin von L. erwidere seine Liebe.
- Patricia Highsmith: Der süße Wahn, Kriminalroman. (Rowohlt, 1964; Diogenes 1974. ISBN 978-3-257-20175-8). Rezension bei Perlentaucher
- Kurt Tucholsky: Schloß Gripsholm. (Laut Lisa Matthias hat beim Entstehen des Buches eine beginnende Erotomanie des Autors eine Rolle gespielt.)
- Ian McEwan: Liebeswahn. (Diogenes, 2000. ISBN 3-257-23162-8)
- Wulf Dorn: Dunkler Wahn. (Heyne, 2011. ISBN 978-3-453-26705-3)